# Brubaker
Brubaker es una película de 1980 dirigida por Stuart Rosenberg, que tiene a Robert Redford como protagonista. Basada en el libro homónimo de Joe Hyams y Thomas O. Murton, se inspira en hechos reales como la historia de Tom Murton, quien a finales de los 60 denunció y reformó el salvaje y corrupto sistema penitenciario de Arkansas.

## Argumento
Brubaker, el nuevo alcaide de una prisión tipo granja en el sur de los Estados Unidos, se viste como un preso para conocer de cerca las condiciones en las que estos viven. Observa la corrupción, el mal estado del lugar y la violencia existente por parte de los guardias y funcionarios, los cuales incluso utilizan la tortura de forma sistemática. También observa los negocios que ellos hacen a costa de los presos sometiéndolos a trabajos de esclavo en beneficio de las empresas del lugar. 
Cuando se da a conocer y comienza a tomar medidas para frenar la corrupción y la violencia y mejorar la situación allí, se encuentra con la resistencia de todo el cuerpo de guardias de la cárcel. El asunto trasciende incluso a la administración de prisiones del estado, cuyos responsables tampoco están dispuestos a tolerar las actuaciones de Brubaker, ya que también son corruptos y se han aprovechado de los presos, al igual que las empresas de los alrededores que también han hecho lo mismo.
Finalmente, cuando Brubaker descubre un cementerio clandestino con 200 cuerpos de prisioneros asesinados en la cárcel en uno de los campos de la granja, que se han acumulado allí con el tiempo, la administración, para encubrirlo, y en un intento de volver al pasado corrupto, le expulsa bajo una excusa, relativiza públicamente lo descubierto y abole también todas las reformas que trajo consigo.
Sin embargo, él consigue dejar un legado. A través de él los prisioneros aprendieron cómo hacer la cárcel más humana. Recibe por ello un aplauso por parte de los presos cuando se va, por lo que puede así irse en paz. También lleva a su rebelión dos años más tarde, cuando denuncian la situación ante el Tribunal Supremo, el cual ordena judicialmente en su veredicto final al respecto la reforma incondicional de la cárcel bajo la amenaza de cerrarlo como alternativa por ser inconstitucional su funcionamiento.

## Reparto
- Robert Redford - Henry Brubaker
- David Keith - Larry Lee Bullen
- Murray Hamilton - John Deach
- Yaphet Kotto - Richard Dickie Coombs
- Jane Alexander - Lillian Gray
- Morgan Freeman - Walter
- Jon Van Ness - Zaranska
- Lee Richardson - Renfro
- John McMartin - Senador Hite
- Richard Ward - Abraham
- Noble Willingham - Dr. Fenster

## Producción
La dirección de Brubaker le fue encomendada en un principio al director Bob Rafelson, pero una serie de discrepancias en el rodaje no tardaron en llevar a la sustitución de Rafelson por otro director, Stuart Rosenberg, porque en 1967 dirigió de manera magistral para la gran pantalla La leyenda del indomable, gran drama carcelario protagonizado por Paul Newman.
Al principio se ofreció en papel de Brubaker a Paul Newman, pero él no podía. Después fue ofrecido a Jack Nicholson, pero él declinó. Finalmente fue ofrecido a Robert Redford y él lo aceptó. Su disposición a hacerlo también aseguró a que la Twentieth Century Fox Film Corporation, ahora conocida como 20th Century Studios, la produjese.
Una vez preparado todo, se filmó la película en la prisión de Junction City en Junction City, Condado de Perry, Ohio. Fue también la última película de Richard Ward, que murió en el mismo año.

## Recepción
La película se estrenó el 20 de junio de 1980 en los Estados Unidos y el 23 de enero de 1981 en España. No fue un gran éxito de taquilla pese a que, según ABC, la película es de gran calidad gracias al carisma de Redford y a su espléndido reparto de actores secundarios.
Según Fotogramas opina que la trama de la película, aunque esté montada con bastante habilidad, no va en su discurso más allá de los latiguillos del más convencional melodrama carcelario.

## Premios
- En 1981 fue nominada al Óscar al mejor guion original.
- En 1981 la película recibió el Premio Golden Reel